# Whittaker Chambers

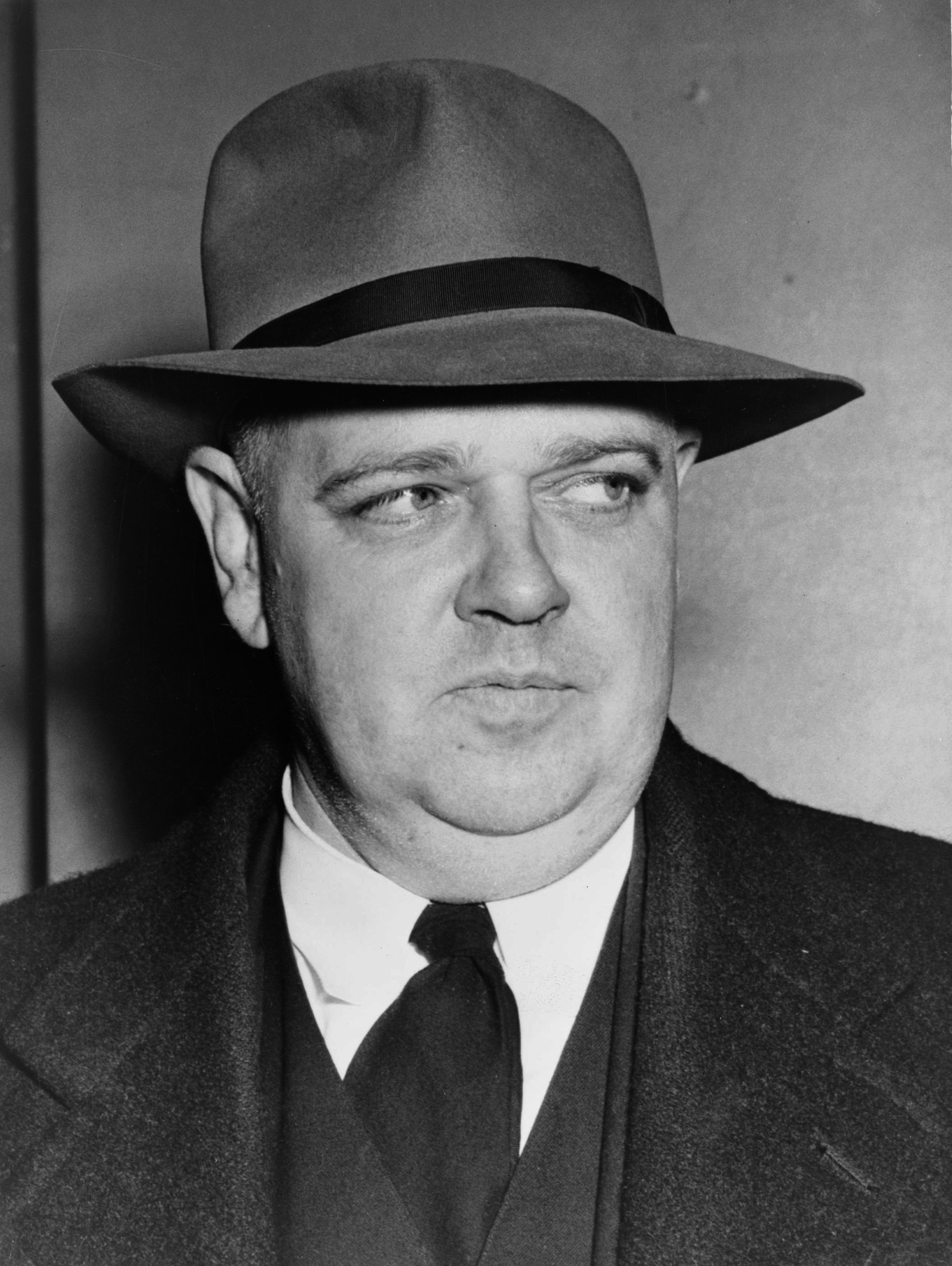
Whittaker Chambers (1948)

Whittaker Chambers (nascido Jay Vivian Chambers; Filadélfia, Pensilvânia, 1 de abril de 1901 - Westminster, Maryland, 9 de julho de 1961) foi um escritor e editor norte-americano que, após os primeiros anos como membro do Partido Comunista (1925) e espião soviético (1932-1938), desertou em 1938, trabalhou para a revista Time (1939–1948) e depois testemunhou sobre o grupo Ware no que se tornou o caso Hiss por perjúrio (1949–1950), muitas vezes referido como o julgamento do século, todos descritos em seu livro de memórias Witness, de 1952. Depois, ele trabalhou como editor sênior na National Review (1957-1959). O presidente dos EUA, Ronald Reagan, concedeu-lhe a Medalha Presidencial da Liberdade postumamente em 1984.

## Juventude e educação
Chambers nasceu na Filadélfia, Pensilvânia. Pouco depois, a família se mudou para Nova York. Ele cresceu principalmente em Long Island e no Brooklyn. Em sua autobiografia Witness, ele descreveu seus pais como burgueses. Chambers descreveu-se como um solitário; Sua infância foi em sua maioria infeliz. Depois de se formar no ensino médio, em 1919, trabalhou em um banco por dois anos. Em 1921, matriculou-se na Universidade de Columbia. Ele era um aluno talentoso, mas desleixado, indisciplinado e raramente assistia a palestras, lembraram os professores mais tarde. De acordo com as alegações de Chambers em Witness, ele estava mais interessado na queda do Ocidente; outros assuntos lhe pareceram inconsequentes. Certamente, esse tema foi amplamente discutido logo após a Primeira Guerra Mundial. Como Oswald Spengler, Chambers acreditava que a "civilização do Ocidente" estava no fim. Em 1922 foi expulso da universidade. Algumas fontes sugerem que ele escreveu uma peça blasfema; outros dizem que o motivo foi a falta de comparecimento às palestras. Na Universidade de Columbia, Chambers descobriu as obras de Karl Marx e Lenin. A Revolução Russa foi altamente atual na época, em 1921. Logo Chambers decidiu que o comunismo era o único caminho certo.

## O Partido Comunista Americano
Durante dois anos, Chambers trabalhou em uma mina. Em 1925 tornou-se membro do Partido Comunista da América. Escreveu artigos e editou revistas comunistas como o Diário do Trabalhador e As Novas Massas. Para complementar seu salário inseguro e irregular, Chambers, que falava alemão, traduziu o livro infantil Bambi, de Felix Salten, para o inglês em 1927. Chambers foi contratado por Clifton Fadiman na Simon & Schuster e conseguiu trabalho regular como tradutor.
Em 1932, Chambers começou a trabalhar na clandestinidade comunista. No ano seguinte, foi enviado a Moscou para treinamento de inteligência. De volta à América, ele foi para Washington, D.C., onde Josef Peters (mais tarde conhecido como "J. Peters") tornou-se seu contato. Através de Peters, Chambers conheceu Harold Ware; Ware chefiava o "Grupo Ware", que funcionava ostensivamente como um "grupo de discussão marxista" de intelectuais, mas na verdade era uma célula de espionagem comunista. Na época, Alger Hiss trabalhava para a Administração de Ajuste Agrícola, que apoiava os agricultores dos EUA. Chambers organizou comunistas em Washington e trabalhou como mensageiro de documentos roubados entre Nova York e Washington. Fez isso até 1938, quando deixou o partido. Mais tarde, ele afirmou que o stalinismo, os julgamentos, os assassinatos em massa e os campos penais (o Gulag) o haviam desiludido. Ele também afirmou que tinha medo do partido e dos sovietes. Por isso, ele manteve uma coleção de documentos que mais tarde se tornou famosa como os "papéis de abóbora".

## Sua vida após o partido
A partir de 1938, Chambers voltou-se politicamente para a direita. Conseguiu um emprego na revista Time; ascendeu ao cargo de editor-chefe. Seu salário era de US$ 30 mil (equivalente a cerca de R$ 400 mil hoje). Na época, Chambers era um opositor inabalável do comunismo. Contra a vontade de seus editores, ele às vezes apertava seus artigos se achasse que eles eram muito "suaves" para o comunismo. Após a assinatura do pacto de não agressão entre a Alemanha nazista e a União Soviética, Chambers teve uma conversa com Adolf Berle, vice-secretário de Estado americano. Em três horas, contou-lhe tudo o que sabia sobre as atividades comunistas nos Estados Unidos. Os minutos da conversa desapareceram nos arquivos e foram esquecidos.

## O julgamento
Após a Segunda Guerra Mundial, um novo e ambicioso membro da Câmara dos Representantes dos Estados Unidos, Richard Nixon, tomou conhecimento de Chambers. Em 3 de agosto de 1948, Chambers testemunhou perante o Comitê de Atividades Não-Americanas da Câmara (HUAC). Ele apresentou uma lista de nomes. Essas pessoas, disse Chambers, eram membros de uma rede comunista clandestina que estava ativa dentro do governo dos EUA durante as décadas de 1930 e 1940. Um dos nomes era Alger Hiss. Em 1948, Hiss era um homem respeitado. Foi chefe do Carnegie Endowment for International Peace; apenas três anos antes, ele havia desempenhado um papel importante na criação das Nações Unidas.
Muitos no Congresso e na imprensa estavam céticos. Hiss era um homem elegante, charmoso, bem-educado, um exemplo clássico do "establishment". Ele havia estudado direito na Universidade de Harvard e trabalhado com Oliver Wendell Holmes Jr., o famoso juiz da Suprema Corte. Teve uma carreira impressionante. Chambers parecia meio assado em comparação. Ele já havia admitido que ele próprio era comunista há vários anos. Chambers era gordo, e sua história parecia implausível e vaga para a maioria. Hiss tentou se aproveitar dessa situação. Ele caluniou Chambers na imprensa e lançou o boato de que Chambers era homossexual.
A princípio, Hiss negou ter conhecido Chambers. Mais tarde, ele afirmou que agora reconhecia Chambers como um homem que ele havia conhecido anteriormente como "George Crosley". Pouco depois, Chambers acusou Hiss de ser comunista em uma transmissão de rádio. Hiss então processou Chambers por US$ 75 000. Em novembro de 1948, Chambers mostrou aos investigadores do HUAC uma abóbora oca em sua fazenda em Maryland com três rolos de microfilme presos nela. Seu conteúdo foi chamado de "Pumpkin Papers". Nixon posou com uma lupa e os negativos, e as fotos foram publicadas em todos os lugares. (Na década de 1970, descobriu-se que um rolo estava em branco e os outros continham informações publicamente disponíveis sobre extintores de incêndio e botes salva-vidas.) Hiss perdeu seu processo civil, que também se tornou seu desfazimento. Jurou, sob juramento, que nunca tinha sido comunista.
Em 31 de maio de 1949, o julgamento contra Alger Hiss começou. Quaisquer alegações de espionagem estariam prescritas, de modo que o Ministério Público dos EUA só poderia acusá-lo de perjúrio. O júri não conseguiu tomar uma decisão unânime. Assim, houve um segundo julgamento em que o júri considerou Hiss culpado em 21 de janeiro de 1950. Chambers teve que comparecer e testemunhar catorze vezes. Isso o obrigou a deixar seu emprego na TIME. Ele ficou deprimido e fez uma tentativa de suicídio sem sucesso.

## Após o julgamento
Através do julgamento de Hiss, Richard Nixon fez carreira. Aos 40 anos, tornou-se vice-presidente dos Estados Unidos, perdendo a eleição presidencial de 1960, mas vencendo em 1968. Chambers não se beneficiou disso, e ele não conseguiu seu cargo na TIME de volta. Ele morava em sua fazenda e escreveu sua autobiografia Witness, publicada em 1952. Seus críticos ainda consideram as informações nele contidas não confiáveis e tendenciosas.

Na década de 1950, ele serviu brevemente como editor-chefe da National Review, uma revista conservadora fundada por William F. Buckley, Jr. Ele morreu de um ataque cardíaco em 1961. Seu último livro, Cold Friday, foi publicado postumamente em 1964. Neste livro, Chambers previu corretamente o colapso do comunismo nos países do Cortina de Ferro. Em 1984, Ronald Reagan concedeu a Chambers, que continua sendo um herói do movimento conservador americano para os conservadores, a Ordem da Liberdade.